# 塞格德
塞格德是匈牙利的第三大城市，仅次于布达佩斯和德布勒森，琼格拉德州首府，匈牙利东南部的中心城市。塞格德位于毛罗什河河口以南的蒂萨河畔，接近匈牙利南部边境。由于当地长时间有阳光，所以又被称为“阳光之城”。

## 历史
塞格德一带自古已有人居住，托勒密把那里称为，是塞格德第一个有纪录的名字；而则最早出现在1183年阿尔帕德王朝国王贝拉三世的档案中。
蒙古帝国入侵当地时，塞格德被摧毁。后来流亡的居民回归，重建该城。14世纪拉约什一世时期，塞格德成为匈牙利南部最重要的城市，同时奥斯曼帝国军队逼近匈牙利，塞格德的战略价值因而提升，国王西吉斯蒙德围绕该城兴建了一座城墙。
塞格德在1526年被奥斯曼帝国军队掠夺，1543年被攻占，成为帝国其中一个行政中心。1686年，塞格德脱离奥斯曼帝国统治。1719年，该城被查理六世授予市徽，至今仍然采用。
1848至1849年间，塞格德的居民参与了针对哈布斯堡王朝的革命，该市的领导人被统治者处分。但不久塞格德再次繁荣起来，铁路在1854年接通该市。1879年，塞格德发生了严重的水灾，市内绝大部分的房屋被破坏，后来该市由弗朗茨·约瑟夫一世重建。
第一次世界大战时，匈牙利南部的部分领土被罗马尼亚和塞尔维亚占领，塞格德变得接近边境。1921年，克劳森堡大学（今塞格德大学）迁往该市；1965年，塞格德取代泰梅什堡（今罗马尼亚蒂米什瓦拉），得到主教席位。
第二次世界大战期间，塞格德遭受到严重的破坏，约6,000人被杀，犹太居民被送往灭绝营。1944年，苏联军队解放该市。共产政权统治期间，塞格德是轻工业和食品工业中心。现在仍以出产莎乐美肠而闻名周围国家。该市在1965年发现石油，现在当地为匈牙利全国提供67%的石油需求。

## 人口
2022年，塞格德人口为158,386，其中匈牙利人占87.2%，塞尔维亚人占1%，德国人占0.8%，罗姆人占0.7%，罗马尼亚人占0.3%，克罗地亚人占0.2%，斯洛伐克人占0.2%。
族群 (2022年):
- 匈牙利人- 87.2%
- 塞尔维亚人- 1%
- 德国人 - 0.8%
- 罗姆人- 0.7%
- 罗马尼亚人 - 0.3%
- 克罗地亚人- 0.2%
- 斯洛伐克人 - 0.2%
- 波蘭人-0.1%
- 希臘人-0.1%
- 保加利亞人-0.1%
- 乌克兰人-0.1%
- 亚美尼亚人-0.1%
- 未知族群 - 11.8%

宗教 (2022年):
- 天主教會 - 27.3%
- 加爾文主義 - 4.3%
- 信义宗 - 1.1%
- 东仪天主教会 - 0.5%
- 其他 (基督教) - 1.7%
- 其他 (非基督) - 0.6%
- 无神论者 - 20%
- 未知 - 43.6%

## 友好城市
塞格德的友好城市如下：
| - 英国剑桥 - 德国达姆施塔特 - 法国尼斯 - 乌克兰敖德萨 - 乌克兰拉希夫 - 意大利帕尔马 - 比利时列日 - 蒙特內哥羅科托尔 - 荷兰鹿特丹 - 罗马尼亚特尔古穆尔什 | - 塞尔维亚苏博蒂察 - 罗马尼亚蒂米什瓦拉 - 美国托莱多 - 芬兰图尔库 - 波兰罗兹 - 中华人民共和国渭南市 - 塞浦路斯拉纳卡 - 克罗地亚普拉 - 以色列耶路撒冷 |

## 气候
| 塞格德                      | 塞格德 | 塞格德 | 塞格德 | 塞格德 | 塞格德 | 塞格德 | 塞格德 | 塞格德 | 塞格德 | 塞格德 | 塞格德 | 塞格德 | 塞格德 |
| 月份                        | 1月    | 2月    | 3月    | 4月    | 5月    | 6月    | 7月    | 8月    | 9月    | 10月   | 11月   | 12月   | 全年   |
| --------------------------- | ------ | ------ | ------ | ------ | ------ | ------ | ------ | ------ | ------ | ------ | ------ | ------ | ------ |
| 平均高温 °C                 | 1.7    | 5.1    | 11.2   | 17.1   | 22.3   | 25.3   | 27.4   | 27.0   | 23.4   | 17.6   | 9.5    | 3.8    | 16.0   |
| 日均气温 °C                 | −1.8   | 0.9    | 5.6    | 11.1   | 16.2   | 19.2   | 20.8   | 20.2   | 16.5   | 11.0   | 5.1    | 0.6    | 10.5   |
| 平均低温 °C                 | −4.8   | −2.5   | 0.9    | 5.5    | 10.3   | 13.4   | 14.4   | 13.9   | 10.4   | 5.6    | 1.7    | −2.1   | 5.6    |
| 平均降水量 mm               | 29     | 25     | 29     | 41     | 51     | 72     | 50     | 57     | 34     | 26     | 41     | 40     | 495    |
| 平均高温 °F                 | 35.1   | 41.2   | 52.2   | 62.8   | 72.1   | 77.5   | 81.3   | 80.6   | 74.1   | 63.7   | 49.1   | 38.8   | 60.7   |
| 日均气温 °F                 | 28.8   | 33.6   | 42.1   | 52.0   | 61.2   | 66.6   | 69.4   | 68.4   | 61.7   | 51.8   | 41.2   | 33.1   | 50.8   |
| 平均低温 °F                 | 23.4   | 27.5   | 33.6   | 41.9   | 50.5   | 56.1   | 57.9   | 57.0   | 50.7   | 42.1   | 35.1   | 28.2   | 42.0   |
| 平均降水量                  | 1.1    | 1.0    | 1.1    | 1.6    | 2.0    | 2.8    | 2.0    | 2.2    | 1.3    | 1.0    | 1.6    | 1.6    | 19.3   |
| 来源：Hong Kong Observatory |        |        |        |        |        |        |        |        |        |        |        |        |        |

## 图库
- 基督城
- 水塔
- 博物馆
- 塞格德犹太教堂
- Szeged City Hall
- National Theatre of Szeged
- Gróf-palace (1913)